# Demografía del Imperio romano

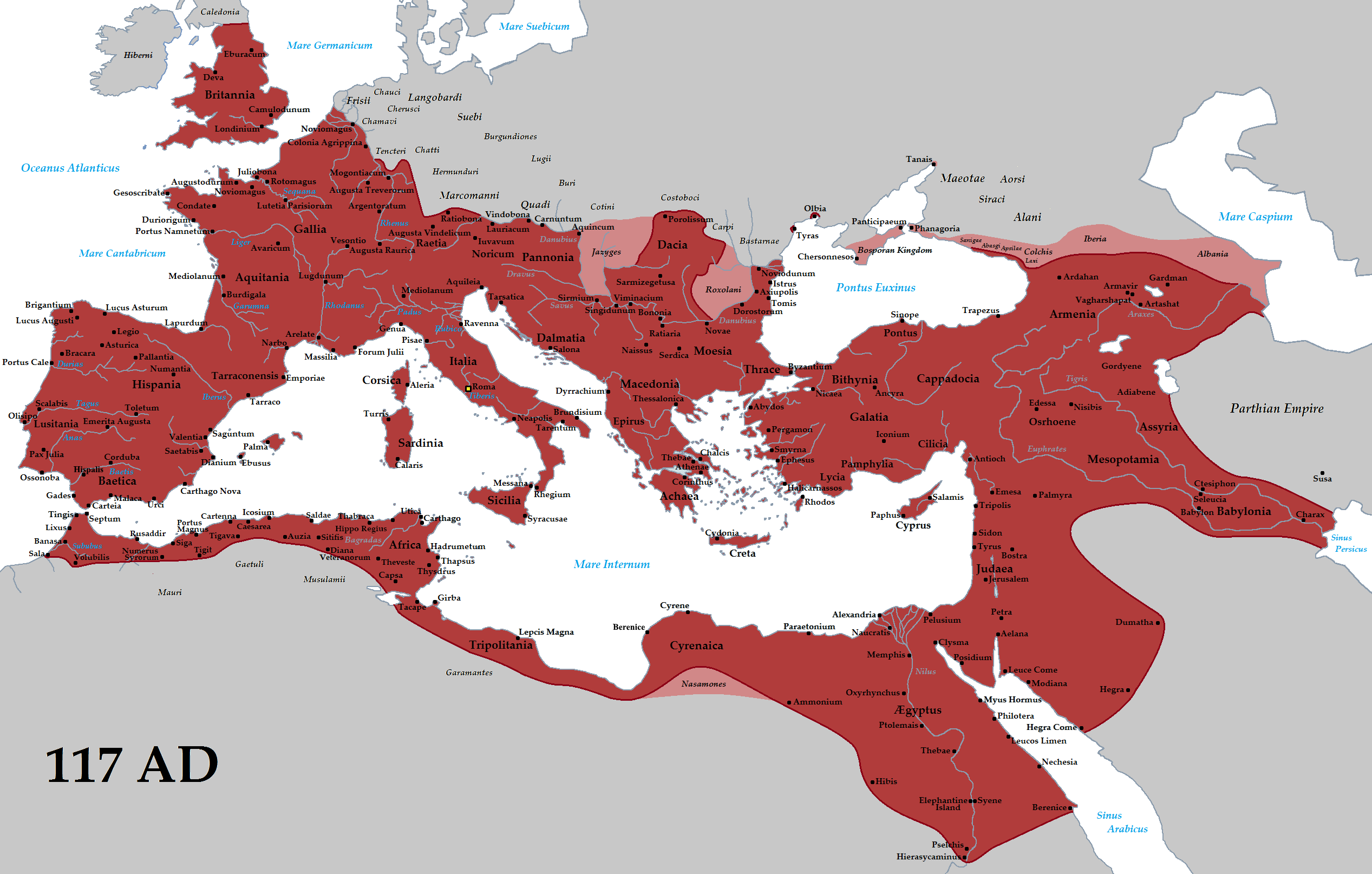
El imperio durante Trajano en 117.

La demografía del Imperio romano comprende tanto las estimaciones de población total en cada territorio, así como su estructura social, su lengua y diversos aspectos culturales de dicha población. Debido a la ausencia de estadísticas fiables, muchas de las cifras, son estimaciones probables, y no existe un acuerdo unánime entre los estudiosos sobre las mismas.
Demográficamente, el Imperio fue un típico estado premoderno. Una alta tasa de mortalidad infantil, baja edad de contraer matrimonio y alta natalidad dentro del matrimonio. Tal vez la mitad de los individuos morían con menos de 5 años. De los que alcanzaban los 10, la mitad moría a la edad de 50. Las mujeres tenían un promedio de 6 a 9 hijos.[cita requerida]
En su apogeo, antes de la peste antonina la población pudo alcanzar los 50 o 60 millones,En el año 25 antes de cristo la población fue estimada en unas 56 800 000 personas, con una densidad de 16 personas por kilómetro cuadrado. Cerca de la mitad de sus habitantes vivían en sus territorios europeos, pero las provincias más densamente pobladas eran Asia, Siria, Chipre y Cirenaica. En contraste con las sociedades europeas de los períodos clásico y medieval, Roma tenía tasas de urbanización inusualmente altas. Durante el siglo II, la ciudad de Roma tenía más de un millón de habitantes. Ninguna ciudad occidental tendría tantas como antes hasta el siglo XIX. Alejandría, Antioquía y Cartago tenían trescientos mil cada una y Pérgamo doscientos mil. Otras grandes urbes eran Éfeso, Atenas, Corinto y varias más.

## Población por territorios
La población del Imperio romano aumentó debido a su propia expansión que llegó a su máxima extensión (cinco millones de km²) con Trajano en 117. Desde la monumental y aún vigente aportación de Beloch en el siglo XIX,
se han realizado diversas estimaciones de la población del Imperio romano, que van desde los 46
a los 120 millones.
Estimaciones publicadas en 1886 del historiador alemán Karl Julius Beloch (1854-1929) sobre la población romana y la extensión del Imperio al morir Augusto (en 14 d. C.):
| Provincias e Italia | Territorio  | Población  |
| ------------------- | ----------- | ---------- |
| Italia              | 250.000 km² | 6.000.000  |
| Sicilia             | 26.000      | 600.000    |
| Sardinia Corsica    | 33.000      | 500.000    |
| Hispania            | 590.000     | 6.000.000  |
| Galia Narbonense    | 100.000     | 1.500.000  |
| Galia Comata        | 535.000     | 3.400.000  |
| Península griega    | 267.000     | 3.000.000  |
| Cuenca danubiana    | 430.000     | 2.000.000  |
| Asia Menor          | 547.000     | 13.000.000 |
| Gran Siria          | 109.000     | 6.000.000  |
| Chipre              | 9.500       | 500.000    |
| Egipto              | 28.000      | 5.000.000  |
| Cirenaica           | 15.000      | 500.000    |
| Magreb              | 400.000     | 6.000.000  |
| Total               | 3.339.500   | 54.000.000 |

Población y densidad demográfica del Imperio estimada por el economista e historiador Angus Maddison (2007) al morir Augusto (basado en extensión de Beloch):
| Provincias e Italia         | Población                         | Densidad     |
| --------------------------- | --------------------------------- | ------------ |
| Italia                      | 7.000.000                         | 28           |
| Sicilia                     | 600.000                           | 23           |
| Córcega Cerdeña             | 500.000                           | 15,2         |
| Hispania                    | 4.150.000                         | 7            |
| Galia - Narbonense - Comata | 5.800.000 - 1.500.000 - 4.300.000 | 9,1 - 15 - 8 |
| Grecia                      | 2.000.000                         | 7,5          |
| Cuenca del Danubio          | 3.050.000                         | 7,1          |
| Asia Menor                  | 8.000.000                         | 14,6         |
| Gran Siria                  | 4.000.000                         | 36,7         |
| Chipre                      | 200.000                           | 21,1         |
| Egipto                      | 4.500.000                         | 160,7        |
| Cirenaica                   | 400.000                           | 26,7         |
| Magreb                      | 3.800.000                         | 9,5          |
| Total                       | 44.000.000                        | 19,6         |

Análisis del historiador demográfico John D. Durand del imperio durante la época de Augusto dividida por continente:
| Área              | Población  |
| ----------------- | ---------- |
| África            | 11.200.000 |
| Asia              | 14.000.000 |
| Europa            | 31.600.000 |
| Total del Imperio | 56.800.000 |

Téngase en cuenta que apenas unos seis millones serían ciudadanos romanos con derechos plenos. Los esclavos bien pudieron ser del 10 a 20% de la población, especialmente en Italia. El historiador Lo Cascio dice que en 28 a. C. pudo haber hasta 13 millones de ciudadanos, incluyendo dos a tres millones en las provincias y el resto en Italia, aunque el cálculo es un poco exagerado porque sólo se estaría contando a los varones libres adultos. Otros análisis han rebajado a un millón novecientos mil ciudadanos en la península itálica cuando muere Augusto.
Cálculos de Bruce W. Frier (2000) para la población entre el ascenso de Tiberio y los últimos años de Antonino Pio:
| Provincias e Italia | Año 14     | Año 164    |
| ------------------- | ---------- | ---------- |
| Italia              | 8.100.000  | 8.700.000  |
| Hispania            | 5.000.000  | 7.500.000  |
| Galia               | 5.800.000  | 9.000.000  |
| Grecia              | 2.800.000  | 3.000.000  |
| Cuenca del Danubio  | 2.700.000  | 4.000.000  |
| Asia Menor          | 8.200.000  | 9.200.000  |
| Gran Siria          | 4.300.000  | 4.800.000  |
| Chipre              | 200.000    | 200.000    |
| Egipto              | 4.500.000  | 5.000.000  |
| Cirenaica           | 400.000    | 600.000    |
| Magreb              | 3.500.000  | 6.500.000  |
| Total               | 45.500.000 | 61.200.000 |

Población del imperio en 165:
| Provincias e Italia            | Población (millones) |
| ------------------------------ | -------------------- |
| Italia Sicilia Córcega Cerdeña | 8-9 (¿12-13?).       |
| Hispania                       | 7-9                  |
| Galia Germania                 | 9-12                 |
| Britania                       | 1,5-2                |
| Cuenca del Danubio             | 5-6                  |
| Grecia                         | 2,5-3                |
| Anatolia                       | 9-10                 |
| Gran Siria Chipre              | 5-6                  |
| Egipto                         | 5-6                  |
| Magreb Cirenaica               | 7-8                  |
| Total                          | 59-72 (¿63-76?)      |

Estimaciones de Colin McEvedy y Richard M. Jones en su Atlas of World Population History (1978). Es un estudio de las variaciones de población entre el siglo IV a. C. y el siglo VII.
| Provincias e Italia | 300 a. C.  | 200 a. C.  | Año 1      | 200        | 400        | 600        |
| ------------------- | ---------- | ---------- | ---------- | ---------- | ---------- | ---------- |
| Italia              | 4.500.000  | 5.000.000  | 7.000.000  | 7.000.000  | 5.000.000  | 3.500.000  |
| Hispania            | 3.900.000  | 4.500.000  | 5.000.000  | 5.500.000  | 5.000.000  | 4.000.000  |
| Galia               | 3.750.000  | 4.400.000  | 5.750.000  | 7.500.000  | 5.750.000  | 4.500.000  |
| Grecia              | 2.750.000  | 2.500.000  | 2.000.000  | 2.000.000  | 1.500.000  | 800.000    |
| Danubio             | 2.275.000  | 2.550.000  | 3.050.000  | 3.550.000  | 3.450.000  | 2.600.000  |
| Asia Menor          | 4.500.000  | 5.000.000  | 6.000.000  | 7.000.000  | 6.000.000  | 5.000.000  |
| Gran Siria          | 2.250.000  | 2.600.000  | 3.025.000  | 2.750.000  | 2.200.000  | 1.900.000  |
| Chipre              | 200.000    | 200.000    | 200.000    | 200.000    | 200.000    | 200.000    |
| Egipto              | 3.500.000  | 4.000.000  | 4.000.000  | 5.000.000  | 4.000.000  | 3.000.000  |
| Cirenaica           | 250.000    | 300.000    | 400.000    | 500.000    | 300.000    | 200.000    |
| Total               | 29.875.000 | 33.250.000 | 40.250.000 | 45.000.000 | 37.000.000 | 29.300.000 |

Las siguientes regiones tenían las siguientes poblaciones al momento de ser conquistadas según McEvedy y Jones: Britania con 600 000, Dacia 800 000, Tracia 260 000 y Osroene y Arabia 1 000 000.

## Pueblos vecinos
Las tribus germánicas vieron crecer sus números de uno a dos millones al comienzo de la «Edad de Hierro romana» (siglo I) a más de tres antes del período de las grandes migraciones, quizás hasta cuatro en torno cuando comenzó al quinta centuria.
Su mayor rival, el Imperio sasánida tenía una población en el clímax de su poder, a comienzos del siglo VII, de 25 millones, un quinto de ellos en Mesopotamia. Hacia 550 tenía una extensión de tres millones y medio de kilómetros cuadrados.
Mucho antes, el Imperio aqueménida, el primer y mayor Estado persa, tuvo, en su época de gloria, el control sobre cinco millones y medio de kilómetros cuadrados hacia 500 a. C.. Le poblaban unos treinta a treinta y cinco millones de seres humanos.
El Egipto ptomelaico pudo crecer de cinco a seis millones en el reinado de Ptolomeo I Sóter hasta siete cuando lo conquistaron los romanos. A mediados del siglo I bien pudo llegar a ocho.
La tribus de la península arábiga sumaban otro par de millones de almas poco antes del nacimiento del Islam.

## Lenguas del Imperio romano
Se tiene constancia de más de 70 lenguas diferentes habladas en los territorios que alguna vez formaron parte del Imperio romano. El proceso de romanización que tuvo lugar en los territorios controlados de manera prolongada por el Imperio Romano comportó en muchos de ellos un proceso de sustitución lingüística que llevó a la desaparición de las lenguas autóctonas. Sin embargo, este proceso no fue siempre de corta duración y típicamente se prolongó durante diversas generaciones e incluso siglos, en los que el bilingüismo con el latín o incluso el multilingüismo fue frencuente.
La mayor parte de lenguas en la parte europea del Imperio romano eran lenguas indoeuropeas de los grupos anatolio, celta, germánico, greco-armenio e itálico, además de algunas otras lengua indoeuropeas más difíciles de clasificar (a veces llamadas lenguas paleobalcánicas). Aunque también están testimoniadas lenguas no indoeuropeas autóctonas como el aquitano y las lenguas tirsénicas, cuyo principal representante es el etrusco. En el norte de África y Oriente Próximo, también tienen presencia muchas ramas de las lenguas afroasiáticas (egipcio, bereber y semítico). La siguiente es una lista de lenguas habladas en el interior del imperio romano:
| Clasificación                      | Clasificación                      | Lengua              | Comentarios | Provincia/ Territorio                   |
| ---------------------------------- | ---------------------------------- | ------------------- | --- | --------------------------------------- |
| Anatolio                           | Lidio                              | Lidio               | Testimoniado en más de 60 inscripciones. | Lidia                                   |
| Anatolio                           | Licio-Luvita                       | Licio               | Bien documentada unas 150 inscripciones, principal lengua no griega de Anatolia meridional. Emparentado con el antiguo luvita.                                                               | Licia                                   |
| Anatolio                           | Licio-Luvita                       | Cario               | Testimoniada en decenas de inscripciones, mal conocida. | Caria                                   |
| Anatolio                           | Licio-Luvita                       | Isaurio             | Mal conocido, existe evidencia epigráfica hasta el siglo V d. C. | Isauria                                 |
| Anatolio                           | Pisidio-Sidético                   | Pisidio             | Existen unas 30 de inscripciones. | Pisidia                                 |
| Anatolio                           | Pisidio-Sidético                   | Sidético            | Mal conocida solo por 6 inscripciones procedentes de Side (Pamfilia). | ciudad de Side                          |
| Anatolio                           | Otras                              | Misio               | Muy mal conocida, una posible inscripción. | Misia                                   |
| Anatolio                           | Otras                              | Capadocio           | Mal conocido, sobrevivió hasta el siglo VI d. C. | Capadocia                               |
| Celta                              | Hispanocelta                       | Celta Galaico       | Testimoniado sólo en topónimos y antropónimos. | Hispania                                |
| Celta                              | Hispanocelta                       | Celtíbero           | Testimoniado en numerosas inscripciones. | Hispania                                |
| Celta                              | Galocelta                          | Galo                | Existen numerosas inscripciones en un alfabeto basado en el griego, posiblemente existían diversos dialectos divergentes entre sí. Se mantuvo al menos hasta el siglo V d. C.                | Galia                                   |
| Celta                              | Galocelta                          | Gálata              | Tiene su origen en pueblos gálicos que emigraron hacia Turquía en el siglo III a. C. | Galatia (Turquía)                       |
| Celta                              | Galocelta                          | Nórico              | Tiene su origen en pueblos gálicos que emigraron hacia el este | Noricum (Austria, Eslovenia)            |
| Celta                              | Celta insular                      | Britónico           | Antecesor del galés, el córnico, el cúmbrico y el bretón. | Britania                                |
| Celta                              | Otras                              | Lepóntico           | Testimoniada en unas 40 inscripciones, muchas de ellas fragmentarias. | Norte de Italia, Galia                  |
| Germánico                          | Istaevónico                        | Lingua francorum    | Hacia el siglo VIII ya estaba diversificado en diversas lenguas franconias. | N. de Galia                             |
| Germánico                          | Ingaevónico (anglo-frisio)         | Lingua saxonum      | Emparentada con el sajón antiguo testimoniado a partir del siglo VIII. | Sajonia                                 |
| Germánico                          | Ingaevónico (anglo-frisio)         | Anglofrisio         | Hablada por los anglos que invarieron Britania en el s. V d. C. | Britania                                |
| Germánico                          | Hermiónico                         | Lombardo            | Pueblo germano que penetró en el imperio en el siglo II, posteriormente formarían el reino lombardo                                                                                          | Germania, Panonia, Italia               |
| Germánico                          | Hermiónico                         | Proto-altogermánico | Hablado por diversas tribus germánicas que invadieron el imperio a partir del siglo IV d. C.                                                                                                 | Germania                                |
| Germánico                          | Oriental                           | Gótico              | Bien documentada, Biblia de Ulfilas. Lengua étnica de visigodos y ostrogodos. | Dacia, Mesia, Italia, Hispania.         |
| Germánico                          | Oriental                           | Vándalo             | Mal testimoniado, conocido sólo indirectamente. | Galia, Hispania, África.                |
| Germánico                          | Oriental                           | Burgundio           | Mal testimoniado, conocido sólo indirectamente. | Galia, Germania.                        |
| Grecoarmenio                       | Griego                             | Griego ático        | Principal lengua griega que sirvió para el griego helenístico. | Grecia, Egipto, Anatolia                |
| Grecoarmenio                       | Griego                             | Griego eólico       | Lengua griega hablada en Tesalia, Beocia y algunos enclaves, fue progresivamente desplazada por el griego helenístico.                                                                       | Asia Menor, Tesalia, Beocia             |
| Grecoarmenio                       | Griego                             | Griego dórico       | Lengua griega hablada en el Peloponeso y algunos enclaves, fue en gran parte por el griego helenístico, el moderno tsakonio sería un descendiene directo.                                    | Peloponeso                              |
| Grecoarmenio                       | Otras                              | Antiguo macedonio   | Se conocen más de 700 palabras, parece una lengua cercana al griego, aunque no es estrictamente una lengua griega.                                                                           | Macedonia                               |
| Grecoarmenio                       | Otras                              | Antiguo armenio     | Hablado en el antiguo reino de Armenia incorporado durante algunos períodos al imperio. | Armenia romana                          |
| Iranio                             | Occidental                         | Parto               | Lengua irania noroccidental diferente del persa, lengua étnica de los persas. | Parthia                                 |
| Iranio                             | Occidental                         | Persa medio         | Lengua de la dinastía sasánida, en la administración sin embargo se empleaba el arameo. Era una lengua irania suroccidental.                                                                 | Persia                                  |
| Iranio                             | Oriental                           | Escito-Sármata      | Lengua mal conocida, se conoce fundalmente por topónimos y nombres propios. Existe un descendiente moderno: el osetio.                                                                       | Scythia, Sarmatia                       |
| Itálico                            | Latino-falisco                     | Latín               | Principal lengua escrita del imperio, base de la lengua culta | Todo el imperio                         |
| Itálico                            | Latino-falisco                     | Protorromance       | Lengua coloquial dialectalemente diversa hablada a finales del imperio. | Todo el imperio.                        |
| Itálico                            | Latino-falisco                     | Falisco             | Testimoniado por varias inscripciones, era la lengua itálica más cercana al latín. | Tuscia                                  |
| Itálico                            | Latino-falisco                     | Sículo              | Testimoniado en el s. V a. C. por unas pocas inscripciones. | Sicilia                                 |
| Itálico                            | Osco-umbro                         | Osco                | Dialectalmente diversificado, y bien documentado por cinco inscripciones largas contenidas en tablas y varias inscripciones breves.                                                          | Italia meridional                       |
| Itálico                            | Osco-umbro                         | Umbro               | Bien conocida por una inscripción larga (las Tablas Eugubinas) y diversas inscripciones breves.                                                                                              | Umbria                                  |
| Itálico                            | Osco-umbro                         | Piceno meridional   | Testimoniado por unas 50 inscripciones | Sur de Piceno                           |
| Itálico                            | Osco-umbro                         | Marrucino           | Testimoniado en una inscripción de bronce. | Abruzos                                 |
| Itálico                            | Osco-umbro                         | Peligno             | Testimoniado en unas pocas inscripciones. | Norte de Samnio                         |
| Itálico                            | Osco-umbro                         | Marso               | Testimoniado por unas pocas inscripciones breves. | Abruzos                                 |
| Itálico                            | Osco-umbro                         | Ecuo                | Testimoniado por tres inscripciones. | Noreste de Latium                       |
| Itálico                            | Osco-umbro                         | Érnico              | Testimoniado por dos inscripciones breves. | Sudeste de Latium                       |
| Itálico                            | Osco-umbro                         | Volsco              | Testimoniado por una inscripción larga. | Sudeste de Latium                       |
| Itálico                            | Osco-umbro                         | Vestino             | Testimoniado por unas inscripciones breves o glosas. | Abruzos                                 |
| Itálico                            | Osco-umbro                         | Sabino              | Testimoniado por glosas. | Sabinia                                 |
| Itálico                            | Osco-umbro                         | Presamnita          | Testimoniado por unas inscripciones breves, en un área rodeada por el osco, no es seguro que sobreviviera al período romano, ya que pudo haber sido desplazado por el osco para ese momento. | Sur de Campania                         |
| Itálico                            | Otras                              | Venético-Liburnio   | Lengua conocida por 300 inscripciones, claramente indoeuropea, generalmente clasificada entre las lenguas itálicas o independiente.                                                          | Véneto                                  |
| Paleobalcánicas                    | Paleobalcánicas                    | Dacio               | Emparentado muy posiblemente con el proto-albanés | Dacia                                   |
| Paleobalcánicas                    | Paleobalcánicas                    | Frigio              | Lengua mal conocida, existe evidencia epigráfica, habría sobrevivido hasta el s. IV d. C. | Frigia                                  |
| Paleobalcánicas                    | Paleobalcánicas                    | Ilirio              | No se conocen inscripciones aunque sí numerosos topónimos y nombres propios, parece relacionado con el mesapio.                                                                              | Iliria                                  |
| Paleobalcánicas                    | Paleobalcánicas                    | Mesapio             | Testimoniado por unas 300 inscripciones, parece relacionado con el ilirio | SE de Italia                            |
| Paleobalcánicas                    | Paleobalcánicas                    | Tracio              | Existen muy pocas inscripciones que permiten clasificarlo como lengua indoeuropea, aunque su clasificación más precisa es difícil.                                                           | Tracia                                  |
| Paleobalcánicas                    | Paleobalcánicas                    | Peonio              | Lengua mal conocida, sólo se conocen antropónimos y testimonios indirectos, habría sobrevivido hasta el s. IV d. C.                                                                          | Peonia                                  |
| Otras lenguas indoeuropeas         | Otras lenguas indoeuropeas         | Lusitano            | Testimoniado en unas pocas inscripciones. Lengua claramente indoeuropea posiblemente celta, itálica o transicional entre estos dos.                                                          | O. de Hispania                          |
| Otras lenguas indoeuropeas         | Otras lenguas indoeuropeas         | Belga               | Testimoniado la toponimia y mencioado por Júlio César como diferente del galo (tal vez italocéltica).                                                                                        | Gallia Belgica                          |
| Karveliano                         | Zanuri                             | Colquidio           | Antecesor de los modernos laz y mingreliano entre los siglos VI a. C. y IV d. C. | Cólquida                                |
| Túrquico                           | Occidental                         | Ávaro               | Lengua túrquica ancestral hablado por los ávaros. | Balcanes, Dacia                         |
| Afroasiático                       | Bereber                            | Libio               | Lengua emparentada con el bereber oriental | Libya                                   |
| Afroasiático                       | Bereber                            | Numidio             | Testimoniada en diversas inscripciones en Túnez, relacionado con las lenguas bereberes septentrionales.                                                                                      | Numidia, Mauretania                     |
| Afroasiático                       | Egipcio                            | Demótico            | Lenguas descendiente del antiguo egipcio, que era la lengua coloquial usada durante los período helenístico y romano en Egipto.                                                              | Egipto                                  |
| Afroasiático                       | Semítico                           | Arameo              | Principal lengua en el área más oriental del imperio. | Syria, Arabia, Assyria, Mesopotamia     |
| Afroasiático                       | Semítico                           | Asirio-Babilonio    | Forma tardía de acadio usado en registro escrito hasta el s. II d. C. | Assyria, Mesopotamia                    |
| Afroasiático                       | Semítico                           | Fenicio-Púnico      | Lengua de Cartago, Líbano y Malta además de algunos enclaves en la costa. | Syria, Carthago                         |
| Afroasiático                       | Semítico                           | Hebreo              | Usado básicamente como lengua litúrgica, testimoniada en los manuscritos del Mar Muerto y en la redacción de la Mishná.                                                                      | Judea                                   |
| Afroasiático                       | Cushítico                          | Blemmita            | Posiblemente lengua antecesora del moderno bedya. | Nubia                                   |
| Tirsénico                          | Tirsénico                          | Etrusco             | Lenguas bien testimoniada extinta hacia el s. I d. C. | Italia                                  |
| Tirsénico                          | Tirsénico                          | Rético              | Lenguas hablada en el norte de Italia, posiblemente emparentada con el etrusco | Italia                                  |
| Tirsénico                          | Tirsénico                          | Lemnio              | Lengua hablada en Lemnos y testimoniada en el s. VI a. C., se desconoce cuándo se extinguió                                                                                                  | Grecia                                  |
| Lenguas aisladas o no clasificadas | Lenguas aisladas o no clasificadas | Aquitano            | Antecesor del euskera, pobremente testimoniado. | Hispania, Galia                         |
| Lenguas aisladas o no clasificadas | Lenguas aisladas o no clasificadas | Ibérico             | Posiblemente varias lenguas relacionadas. | E. de Hispania                          |
| Lenguas aisladas o no clasificadas | Lenguas aisladas o no clasificadas | Turdetano           | No testimoniado existen menciones a su lengua. Se desconoce si pudo ser una lengua emparentada con el ibérico, o un descendiente del tartesio.                                               | S. de Hispania                          |
| Lenguas aisladas o no clasificadas | Lenguas aisladas o no clasificadas | Antiguo ligur       | Lengua conjeturada sobre elementos toponímicos del SE de Francia | E. Gallia Narbonensis, Liguria (Italia) |
| Lenguas aisladas o no clasificadas | Lenguas aisladas o no clasificadas | Piceno de Novilara  | Lengua conocida por 4 inscripciones, no parece una lengua indoeuropea, pendiente de clasificación.                                                                                           | Novilara (Italia)                       |
| Lenguas aisladas o no clasificadas | Lenguas aisladas o no clasificadas | Paleosardo          | Lengua conocida solo por elementos toponímicos, mal conocida. | Cerdeña                                 |
| Lenguas aisladas o no clasificadas | Lenguas aisladas o no clasificadas | Camúnico            | Lengua conocida por unas 170 inscripciones breves, datadas entre el 500 a. C. y el 50 d. C., en alfabeto etrusco en Valle Camónico.                                                          | Val Camonica (Italia)                   |
| Lenguas aisladas o no clasificadas | Lenguas aisladas o no clasificadas | Eteocretense        | Lengua conocida por media docena de inscripciones alfabéticas, datadas entre el 800 a. C. y el 300 d. C., se desconoce si en época romana seguía viva la lengua.                             | Creta                                   |
| Lenguas aisladas o no clasificadas | Lenguas aisladas o no clasificadas | Licaonio            | Lengua mencionada en la Biblia y hablada en Mistra en el siglo I d. C., tal vez fuera una lengua anatolia.                                                                                   | Licaonia                                |
| Lenguas aisladas o no clasificadas | Lenguas aisladas o no clasificadas | Húnico              | Lengua ancestral de los hunos, hablada entre los siglos IV y V d. C., existen diferentes propuestas de clasificación.                                                                        | Balcanes                                |